# Vegyértékkötés-elmélet
A vegyértékkötés-elmélet vagy röviden VB-elmélet a molekulapálya-elmélet mellett az egyik alapvető kémiai elmélet, amely a kvantummechanika módszereit alkalmazza a kémiai kötés leírására. Központi tárgyát az képezi, hogy a molekulaképződés során a különálló atomok atompályái hogyan kombinálódnak az egyes kémiai kötések kialakulásához. Ezzel szemben a molekulapálya-elméletben az egész molekulára kiterjedő pályák szerepelnek.

## Története
1916-ban vetette fel Gilbert Newton Lewis, hogy a kémiai kötés a kötőelektronok közötti kölcsönhatás révén jön létre, ami a molekulák Lewis-féle szerkezetével ábrázolható. 1927-ben állították fel a Heitler–London-elméletet, amely elsőként tette lehetővé, hogy kvantummechanikai alapokon kiszámítsák a H2 hidrogénmolekula kötési sajátságait. Pontosabban Walter Heitler azt állapította meg, hogy hogyan lehet a Schrödinger-hullámegyenletet (1925) felhasználni arra, hogy kimutassuk a kovalens kötés képződését a két hidrogénatom hullámfüggvényének pozitív, negatív és kicserélődési tagokkal történő kombinálásával. Ezután felhívta munkatársát, Fritz Londont, akivel az elmélet részleteit az éjszaka folyamán kidolgozták. Később Linus Pauling Lewis kötőpárelmélete és a Heitler–London elmélet felhasználásával megalkotta a VB-elmélet két másik fontos fogalmát: a rezonanciát (1928) és a hibridpályák elméletét (1930). Charles Coulson, a Valence című, 1952-ben megjelent híres könyv szerzője szerint ez az időszak jelenti a „modern vegyértékkötés-elmélet” kezdetét, szemben a korábbi vegyértékkötési-elméletekkel, melyek alapvetően a vegyérték kvantummechanika előtti fogalmait használó elektronelméletek voltak. Az 1950-es években a szovjet kémikusok részéről sok kritika érte a rezonancia elméletét, melyet tökéletlennek tartottak.

## Az elmélet
A vegyértékkötés-elmélet szerint kovalens kötés két atom között a két atom félig betöltött, egy párosítatlan elektront tartalmazó vegyértékpályáinak átfedésével jön létre. A vegyértékkötés szerkezet hasonló a Lewis szerkezethez, de ha nem lehetséges egyetlen Lewis szerkezetet felírni, akkor több vegyértékkötés szerkezetet használnak. Minden ilyen VB szerkezet egy adott Lewis szerkezetet ábrázol. A vegyértékkötés szerkezetek ezen kombinációja a rezonancia-elmélet legfőbb pontja. A vegyértékkötés-elmélet szerint a kémiai kötést az abban részt vevő atomok atompályáinak átfedése hozza létre. Az átfedés következtében az elektronok a legnagyobb valószínűséggel a kötés körüli térrészben tartózkodnak. A vegyértékkötés-elméletet jellemzően könnyebb alapállapotú molekulákra alkalmazni.
Az átfedő atompályák különbözőek lehetnek és két típusuk van: szigma és pi. Szigma-kötés jön létre, ha a két megosztott elektron pályái fej-fej átfedésben vannak. Pi-kötés keletkezik, ha két egymással párhuzamos pálya között van átfedés. Például két s-pályán levő elektron között szigma-kötés alakul ki, mivel két gömbnek mindig van közös tengelye. A kötésrend tekintetében az egyszeres kötésben egy szigma-kötés van, a kettős kötések egy szigma- és egy pi-kötésből állnak, a hármas kötésben pedig egy szigma- és két pi-kötés található. A kötést kialakító atompályák hibridpályák is lehetnek. A kötést létesítő atompályák sokszor több lehetséges pályatípus jellegzetességeivel is rendelkeznek. A kötéshez megfelelő típusú (karakterű) atompálya előállítására szolgáló módszer neve hibridizáció.

## A VB-elmélet napjainkban
A vegyértékkötés-elmélet napjainkban kiegészíti a molekulapálya-elméletet (MO-elmélet), amely nem ragaszkodik a vegyértékkötés azon elképzeléséhez, mely szerint a molekulában az elektronpárok két meghatározott atom között találhatók, hanem úgy tekinti, hogy az elektronok molekulapályákon helyezkednek el, melyek az egész molekulára kiterjedhetnek. Az MO-elmélet közvetlenül meg tudja magyarázni a mágneses tulajdonságokat, ezzel szemben a vegyértékkötés-elmélet hasonló eredményt csak bonyolultabb úton tud adni. A vegyértékkötés-elmélet a molekulák aromás sajátságát (aromaticitását) a Kekule, Dewar és esetleges ionos határszerkezetek közötti rezonanciaként értelmezi, míg a molekulapálya-elmélet ezt a π-elektronok delokalizációjával írja le. A VB-elmélet matematikai formalizmusa is bonyolultabb, ami a VB-elméletet a viszonylag kisebb molekulák leírására korlátozza. Ugyanakkor a VB-elmélet sokkal pontosabb képet ad arról, hogy az elektromos töltés átrendeződése hogyan megy végbe a kémiai reakciók során, amikor kötések szakadnak fel és új kötések jönnek létre. A vegyértékkötés-elmélet például helyesen adja meg a homonukleáris kétatomos molekulák két különálló atomra történő disszociációját, míg az egyszerű molekulapálya-elmélet atomok és ionok keverékére történő disszociációt jósol.
Shaik és Hiberty adták közre az utóbbi időben több kutatócsoport által kidolgozott modern vegyértékkötés-elméletet, és annak több konkrét problémára, molekulacsoportra való alkalmazását. Ebben az elméletben az egymással átfedő atompályákat olyan átfedő vegyértékkötés-pályákkal helyettesítik, melyek nagyszámú bázisfüggvényre terjednek ki – ezek mindegyike lehet egy atomra centrált, ami a klasszikus vegyértékkötés képét adja, vagy lehetnek a molekula összes atomjára centráltak.
A molekulák elektronállapotaihoz tartozó energiák számolásának másik módszere a Hartree-Fock közelítés, amit az elektronkorreláció – az elektronok mozgása közbeni pillanatnyi kapcsolat – figyelembe vételével egészítenek ki. Több esetben mind a modern vegyértékkötés-elmélet, mind az elektronkorreláció számítása a kísérleti adatokkal jól egyezően ugyanazt az eredményt adja a molekulák energiaállapotaira. 

## A vegyértékkötés-elmélet alkalmazásai
A VB-elmélet fontos alapfeltevése, hogy az elektronpályák maximális átfedésű konfigurációja hozza létre a lehető legerősebb kötést. Az elméletet számos molekula kovalens kötésének leírására használják. 
Például a F2 molekulában a F–F kötés a két F atom – egy-egy párosítatlan elektront tartalmazó – pz pályáinak átfedésével jön létre. Mivel az átfedésbe került pályák különböző tulajdonságúak a H2 és F2 molekulákban, ezért a kötés erőssége és a kötéshossz eltérő a H2 és F2 molekulák esetén.
A HF molekulában a kovalens kötés az egy-egy párosítatlan elektront tartalmazó H 1s és F 2pz pályák átfedésével jön létre. Az elektronok H és F atomok közötti kölcsönös megosztása eredményeként a HF-ban kovalens kötés jön létre.

## Fordítás
- Ez a szócikk részben vagy egészben  a   Valence bond theory című angol Wikipédia-szócikk ezen változatának fordításán alapul.  Az eredeti cikk szerkesztőit annak laptörténete sorolja fel. Ez a jelzés csupán a megfogalmazás eredetét és a szerzői jogokat jelzi, nem szolgál a cikkben szereplő információk forrásmegjelöléseként.